# Friedrich Eduard Hoffmann

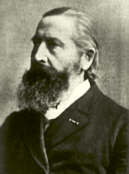
Friedrich Eduard Hoffmann

Friedrich Eduard Hoffmann; auch Friedrich Hoffmann (* 18. Oktober 1818 in Gröningen; † 3. Dezember 1900 in Berlin) war ein deutscher Baumeister und Erfinder.

## Leben

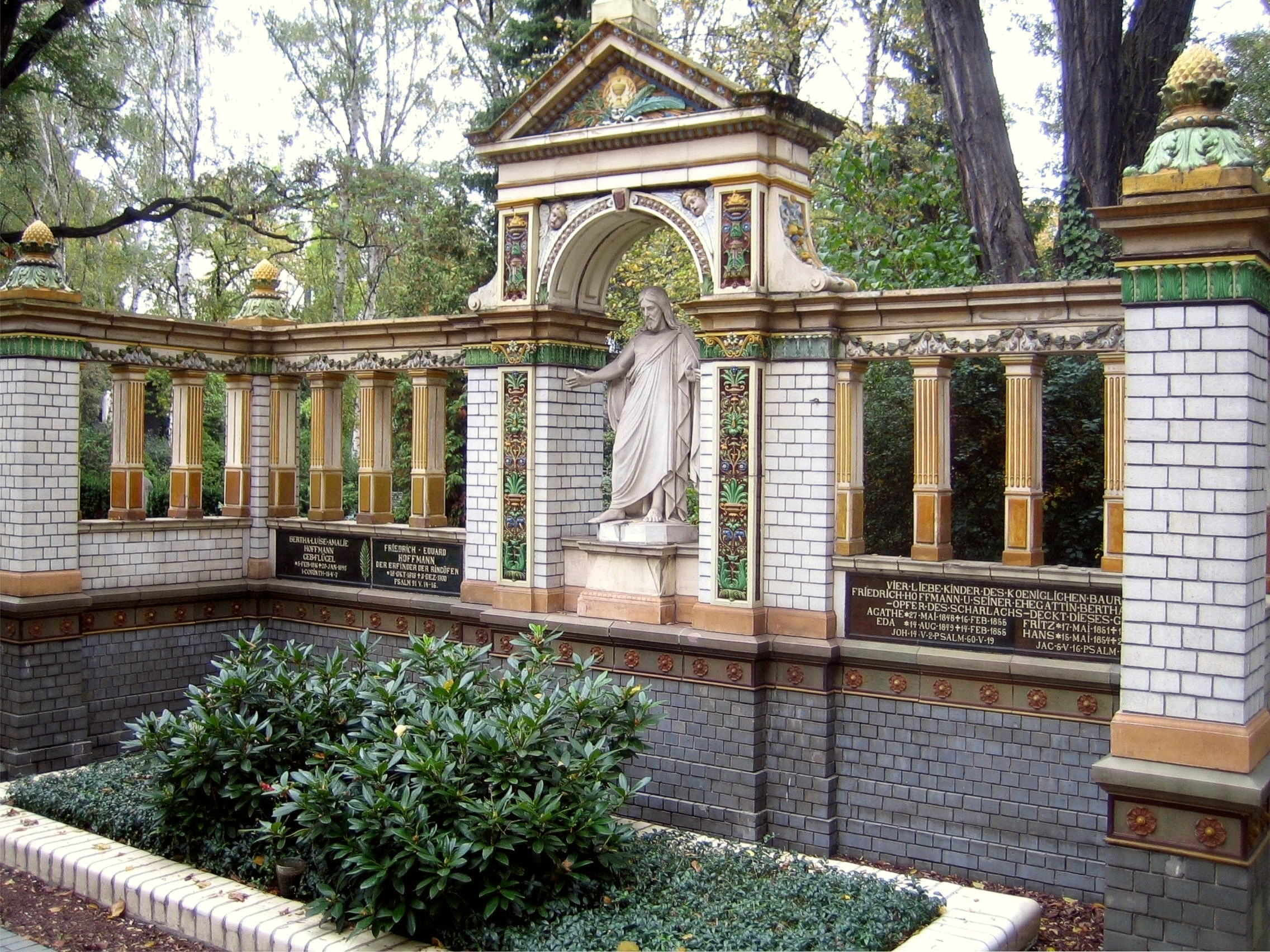
Grabstätte in Berlin

Friedrich Eduard Hoffmann war Sohn eines Lehrers. Sein Bruder war der Architekt Carl Wilhelm Hoffmann. Er besuchte unter anderem das Domgymnasium in Halberstadt und machte eine Lehre im Baufach. Seine zweijährige Ausbildung zum Königlichen Baumeister erhielt er bis 1843 an der Königlichen Allgemeinen Bauschule in Berlin. Er arbeitete beim Eisenbahnbau und beschäftigte sich als Erfinder mit einer pneumatischen Mühle, einem hydraulischen Bagger und der Ziegelbrennerei, wobei er den Hoffmannschen Ringofen entwickelte. 1858 erhielt er zusammen mit dem Stadtbaurat von Danzig, Julius Albert Gottlieb Licht, für fünf Jahre das Preußische Patent für die „Erfindung eines ringförmigen Ofens zum ununterbrochenen Betriebe beim Brennen aller Arten von Ziegeln und Tonwaren, Kalk, Gips und dergleichen“. 1859 entstand der erste Ringofen in Scholwin (bei Stettin). Das Patent wurde zweimal um je fünf Jahre verlängert. Das Patent wurde ihm später wieder aberkannt, nachdem nachgewiesen werden konnte, dass der Maurermeister Arnold aus Fürstenwalde bereits 1839 den Ringofen erfunden, aber kein Patent angemeldet hatte.
1865 gründete Hoffmann zusammen mit Albrecht Türrschmiedt den „Deutschen Verein für die Fabrikation von Ziegeln, Tonwaren, Kalk und Zement“, ab 1868 gab er die Deutsche Töpfer- und Ziegler-Zeitung heraus. Er war Besitzer mehrerer Ziegeleien.
1867 erhielt Hoffmann für die Erfindung des Ringofens auf der Weltausstellung in Paris den Grand Prix. Hoffmanns Grab befindet sich auf dem Dorotheenstädtischen Friedhof in Berlin-Mitte.

## Nachwirkungen

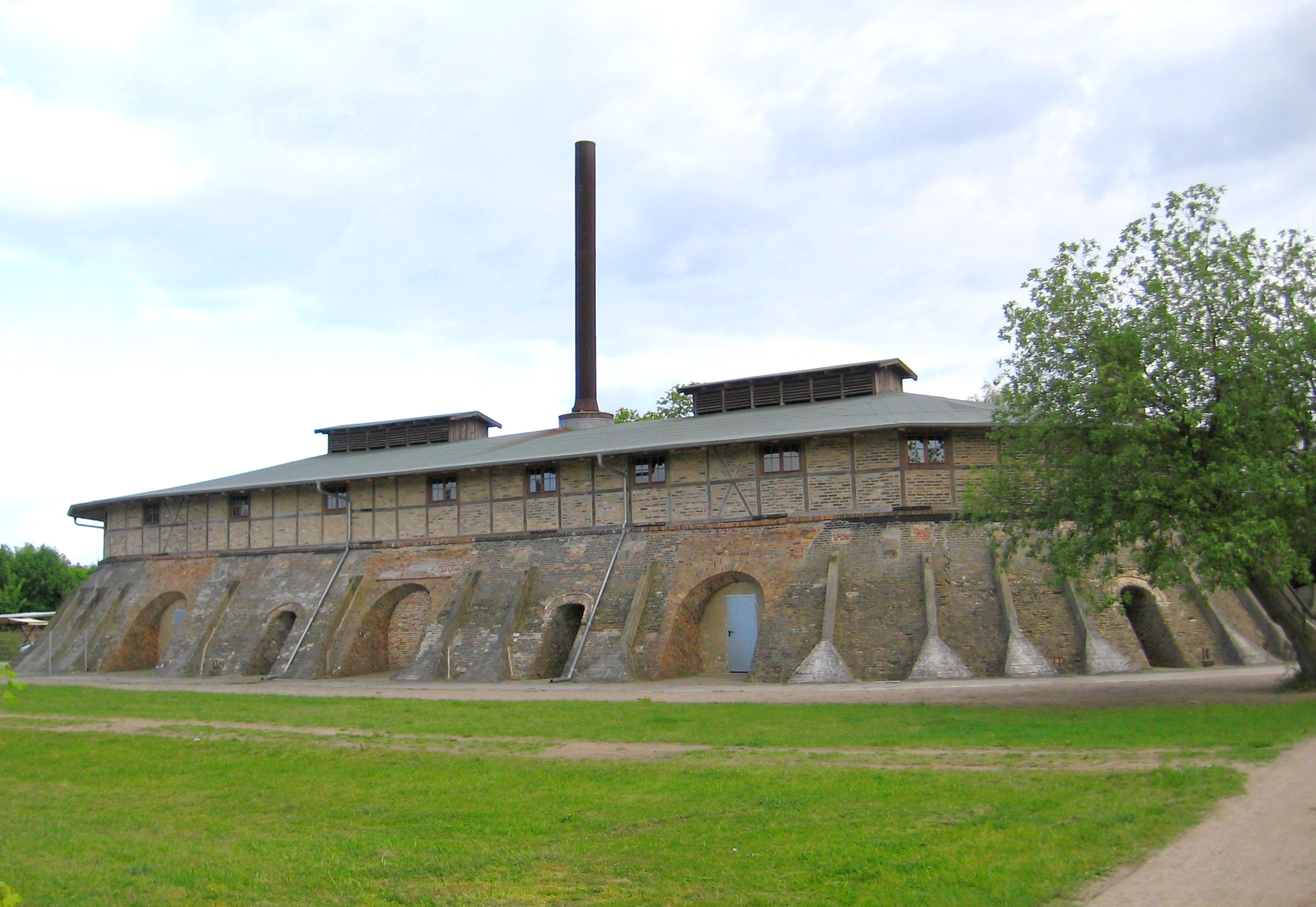
Hoffmannscher Ringofen im Ziegeleipark Mildenberg

Hoffmannsche Ringöfen sind z. B. in Glindow (von 1868), Ziegeleipark Mildenberg, Wiesenburg-Reetz, Ziegelei Lage und Westeregeln (von 1894) erhalten. Seit 2000 gibt es im Ziegeleipark Mildenberg im 1897 errichteten Ringofen III eine Hoffmann-Ausstellung. Außerdem gibt es in Zehdenick-Mildenberg den Förderverein „Friedrich Hoffmann“ Ziegeleipark Mildenberg e. V.
In Großräschen gibt es eine Friedrich-Hoffmann-Oberschule.